# 東山站 (奈良縣)

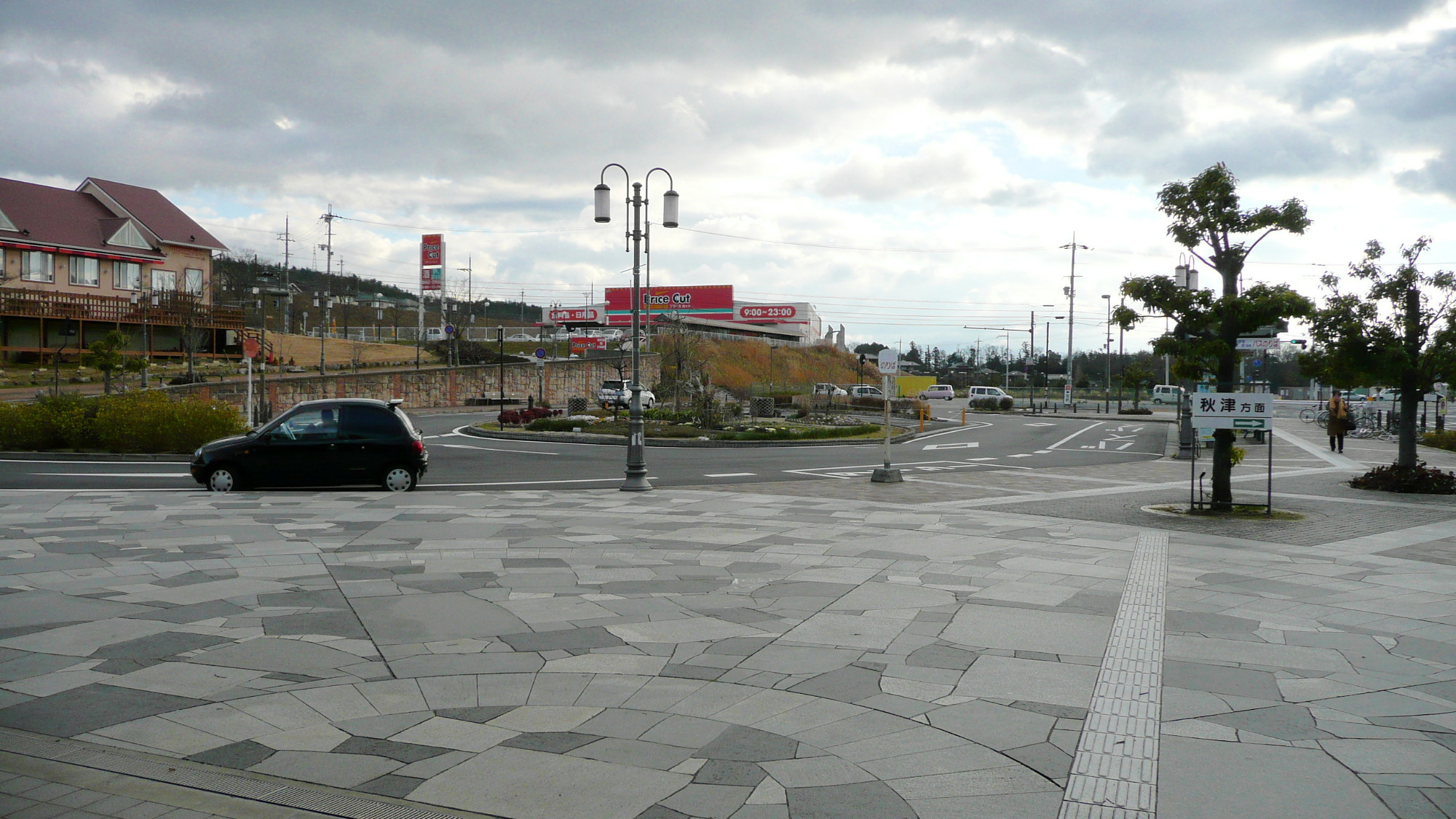
站前廣場

東山站（日语：／ Higashiyama eki */?）是位於奈良縣生駒市東山町1144番12號，近畿日本鐵道的生駒線車站。車站編號為G22。副站名為近畿大學奈良醫院、菊美台住宅地。

## 歷史
在1927年，此站以臨時車站的形態啟用，當時名為茸山站（日语：／）。後來生駒線沿線成為了大阪的睡房城市，沿線開始進行開發，此站周邊也不例外。在1993年路線進行彎道改善工程，把車站向東遷移約60米。遷移同時建設鋼架車站大樓與2面2線的相對式月台。
- 1926年（昭和元年）12月28日 - 信貴生駒電鐵（日语：信貴生駒電鉄）元山上口至臨時新生駒之間開通，臨時車站茸山站啟用[3]。該臨時車站方便了秋天觀看楓葉與採摘蘑菇的乘客[4]。
- 1951年（昭和26年）9月10日 - 從臨時車站升級至常置車站，並改名為東山站[3]。
- 1964年（昭和39年）10月1日：近畿日本鐵道與信貴生駒電鐵合併。成為近鐵生駒線車站[5]。
- 1993年（平成5年）
  - 1月29日 - 元山上口至萩之台之間改變走線，車站遷移[1][2]。
  - 3月17日 - 此站至萩之台之間成為雙線鐵路[2]。
- 2007年（平成19年）4月1日 - 車站可以使用PiTaPa[6]。

## 車站構造
此站是地面車站，設有2面2線的相對式月台。1號月台不能通往王寺一方，該月台只讓生駒站至此站之間的區間列車折返使用。此站不可進行列車交會。前往王寺的列車只可使用2號月台。另外，在沒有折返列車班次的時段中，1號月台會關閉。此站設有跨站式站房，當中只有1處出入口和1處閘口。此外，王寺一方的隧道部分已預留作雙線鐵路化。
原本平日早上繁忙時間部分來自生駒方向的列車會在此站折返。在超強颱風蘭恩吹襲日本後，勢野北口～龍田川之間發生山泥傾瀉。鐵路服務重開後，早上和黃昏後部分列車會在此站折返。
此站是由生駒站管理的有人車站。此站設有可支援PiTaPa、ICOCA的自動閘機和自動補票機（支援回數票卡和IC卡增值服務）。
在生駒線此站至生駒站各站中，均可購買途經大阪難波站的阪神電鐵線聯絡車票。相反，於阪神線內各站不可購買前往此站的近鐵聯絡車票。

### 月台
| 月台 | 路線   | 上下行   | 方向                                           | 備註         |
| ---- | ------ | -------- | ---------------------------------------------- | ------------ |
| 1    | 生駒線 | 上行     | 生駒、大阪難波、奈良、京都、尼崎、神戸三宮方向 | 此站折返專用 |
| 2    | 生駒線 | 上行     | 生駒、大阪難波、奈良、京都、尼崎、神戸三宮方向 |              |
| 下行 | 生駒線 | 王寺方向 |                                                |              |

## 在此站上下車人次
以下列出近年來1日中上下車人次。在近鐵不動產於此站附近建設住宅區前，車站附近較為荒蕪，當時車站使用人次十分稀少。
- 2018年11月13日：3,761人
- 2015年11月10日：3,802人
- 2012年11月13日：3,566人
- 2010年11月9日：3,761人
- 2008年11月18日：3,875人
- 2005年11月8日：3,844人

## 車站周邊
- 菊美台住宅區
- 近畿大學醫學部奈良醫院（日语：近畿大学医学部奈良病院）
- 音之花溫泉
- 國道168號（日语：国道168号）
- Price Cut（日语：オークワ）生駒東山店
- 米利（日语：コメリ）平群店
- 平群北公園
- BOOKOFF（日语：ブックオフ）東山店

## 巴士路線
NC巴士（東山站巴士站）　※ 截至2009年12月24日
- 96系統：前往近畿大學醫學部奈良醫院（經菊美台四丁目）
- 97系統：東山站→中央公園北→南公園前→北小學前→綠丘北→東山站（綠丘循環）

平群町社區巴士
- 北路線（長屋君號）：上庄・平群站、椹原方向　　每日4往返班次
- 西山間路線 ：福貴畑方向　　每日2.5往返班次

## 相鄰車站
近畿日本鐵道
 生駒線
萩之台（G21）－東山（G22）－元山上口（G23）

## 注腳

## 外部連結
- 東山 - 近畿日本鐵道（日語）
- 奈良交通集團網站「時間、車費資訊」 （页面存档备份，存于）（日語）
- 近畿大學醫學部奈良醫院 （页面存档备份，存于）（日語）